# Kevin Álvarez (futbolista nacido en 1996)
Kevin Javier Álvarez Hernández (San Pedro Sula, Cortés, Honduras; 3 de agosto de 1996) es un futbolista hondureño, juega como lateral derecho y su actual club es el Génesis PN F. C. de la Liga Nacional de Honduras.

## Trayectoria

### Olimpia
Debutó con Olimpia el 1 de septiembre de 2013 durante un superclásico ante el Motagua, en un partido correspondiente a la 5ª fecha del Torneo Apertura 2013. El mismo finalizó con victoria de 2-1 a favor del Olimpia.
El 29 de agosto de 2014 debutó en un partido internacional durante el triunfo de 6-0 sobre Alpha United por la Liga de Campeones de la Concacaf 2014-15. 
Su primer gol como profesional en el club albo lo marcó el 21 de febrero de 2016, dándole la victoria a su equipo por 2-1 sobre Platense.

### IFK Norrköping
El 22 de febrero de 2019, el IFK Norrköping de la Allsvenskan confirmó su fichaje por las siguientes cuatro temporadas. Debutaría en un amistoso el 26 de febrero en el triunfo de 6-0 sobre Syrianska FC. 

El 21 de agosto realizó su debut oficial con anotación incluida ante el IFK Timrå por la Copa de Suecia, en la victoria como visitantes de su equipo por 6-1, jugando los 90 minutos. El 26 de agosto debutó en la Allsvenskan durante el triunfo de 5-0 sobre Helsingborgs IF, ingresando al juego en sustitución de su compañero Lars Gerson. Ese mismo mes entró en convocatoria para dos juegos de la UEFA Europa League 2019-20, pero no alcanzó a debutar en la segunda máxima competición europea de clubes.
Real España
El lunes 16 de agosto  del 2021 se confirma el fichaje por seis meses para el Real España después de haber jugado dos temporadas en la primera división  de Suecia donde anotó 3 goles y jugó 11 partidos.

## Selección nacional

### Selecciones menores
Disputó la Copa Mundial de Fútbol Sub-17 de 2013 y el 30 de abril de 2015 se anunció que había sido convocado para disputar la Copa Mundial de Fútbol Sub-20 de 2015 en Nueva Zelanda.
Participaciones en Copas del Mundo
| Copa del Mundo              | Sede          | Resultado        | PJ | Goles |
| --------------------------- | ------------- | ---------------- | -- | ----- |
| Copa Mundial Sub-17 de 2013 | EAU           | Cuartos de final | 5  | 0     |
| Copa Mundial Sub-20 de 2015 | Nueva Zelanda | Primera fase     | 3  | 1     |

Participaciones en Juegos Centroamericanos y del Caribe
| Torneo                                    | Sede   | Resultado    | PJ | Goles |
| ----------------------------------------- | ------ | ------------ | -- | ----- |
| XXII Juegos Centroamericanos y del Caribe | México | Cuarto lugar | 4  | 0     |

### Selección olímpica
El 25 de julio de 2016 se anunció su convocatoria a la Selección Olímpica de Honduras para disputar los Juegos Olímpicos de Río 2016.
Participaciones en Juegos Olímpicos
| Juegos Olímpicos             | Sede   | Resultado    | PJ | Goles |
| ---------------------------- | ------ | ------------ | -- | ----- |
| Juegos Olímpicos de Río 2016 | Brasil | Cuarto lugar | 4  | 0     |

### Selección absoluta
Fue convocado por primera vez a la Selección de Honduras de mayores el 10 de agosto de 2015 para un partido amistoso contra la Selección de fútbol de Cuba.

## Clubes
| Club           | País     | Año       |
| -------------- | -------- | --------- |
| Olimpia        | Honduras | 2013-2018 |
| IFK Norrköping | Suecia   | 2019-2021 |
| Real España    | Honduras | 2021-2023 |
| Motagua        | Honduras | 2023-Act. |

## Estadísticas

### Clubes
Actualizado al último partido jugado el 7 de noviembre de 2020.
| Club | Div.                | Temporada           | Liga  | Liga  | Copas Nacionales | Copas Nacionales | Copas Internacionales(1) | Copas Internacionales(1) | Total | Total |
| Club | Div.                | Temporada           | Part. | Goles | Part.            | Goles            | Part.                    | Goles                    | Part. | Goles |
| --- | ------------------- | ------------------- | ----- | ----- | ---------------- | ---------------- | ------------------------ | ------------------------ | ----- | ----- |
| Olimpia Honduras | 1.ª                 | 2013-14             | 1     | 0     | -                | -                | 0                        | 0                        | 1     | 0     |
| Olimpia Honduras | 1.ª                 | 2014-15             | 21    | 0     | -                | -                | 4                        | 1                        | 25    | 1     |
| Olimpia Honduras | 1.ª                 | 2015-16             | 26    | 3     | -                | -                | 1                        | 0                        | 26    | 3     |
| Olimpia Honduras | 1.ª                 | 2016-17             | 20    | 1     | -                | -                | 2                        | 1                        | 22    | 2     |
| Olimpia Honduras | 1.ª                 | 2017-18             | 33    | 2     | -                | -                | 8                        | 1                        | 41    | 3     |
| Olimpia Honduras | 1.ª                 | 2018-19             | 20    | 2     | -                | -                | -                        | -                        | 20    | 2     |
| Olimpia Honduras | Total               | Total               | 121   | 8     | 0                | 0                | 15                       | 3                        | 136   | 11    |
| IFK Norrköping · Suecia | 1.ª                 | 2019                | 1     | 0     | 1                | 1                | 0                        | 0                        | 2     | 1     |
| IFK Norrköping · Suecia | 1.ª                 | 2020                | 3     | 0     | 1                | 2                | -                        | -                        | 4     | 2     |
| IFK Norrköping · Suecia | 1.ª                 | 2021                | 2     | 0     | 3                | 0                | -                        | -                        | 5     | 0     |
| IFK Norrköping · Suecia | Total               | Total               | 6     | 0     | 5                | 3                | 0                        | 0                        | 10    | 3     |
| Real España Honduras | 1.ª                 | 2021-22             | 36    | 1     | -                | -                | -                        | -                        | 36    | 1     |
| Real España Honduras | 1.ª                 | 2022-23             | 14    | 1     | -                | -                | -                        | -                        | 14    | 1     |
| Real España Honduras | Total               | Total               | 50    | 2     | -                | -                | -                        | -                        | 50    | 2     |
| F. C. Motagua Honduras | 1.ª                 | 2022-23             | 6     | 0     | -                | -                | -                        | -                        | 6     | 0     |
| F. C. Motagua Honduras | 1.ª                 | 2023-24             | 26    | 1     | -                | -                | 5                        | 0                        | 31    | 1     |
| F. C. Motagua Honduras | Total               | Total               | 32    | 1     | -                | -                | 5                        | 0                        | 37    | 1     |
| Total en su carrera | Total en su carrera | Total en su carrera | 209   | 11    | 5                | 3                | 20                       | 3                        | 233   | 17    |
| (1) Incluye datos de la Copa de Suecia (2019-20). (2) Incluye datos de la Liga de Campeones de la Concacaf (2014-18), Liga Concacaf (2017) y Liga Europea de la UEFA (2019-20). |                     |                     |       |       |                  |                  |                          |                          |       |       |

## Palmarés

### Campeonatos nacionales
| Título           | Club    | País     | Año  |
| ---------------- | ------- | -------- | ---- |
| Torneo Clausura  | Olimpia | Honduras | 2014 |
| Copa de Honduras | Olimpia | Honduras | 2015 |
| Torneo Clausura  | Olimpia | Honduras | 2015 |
| Torneo Clausura  | Olimpia | Honduras | 2016 |

### Campeonatos internacionales
| Título        | Club    | Lugar    | Año  |
| ------------- | ------- | -------- | ---- |
| Liga Concacaf | Olimpia | San José | 2017 |

### Distinciones individuales
| Distinción                              | Año  |
| --------------------------------------- | ---- |
| Mejor jugador joven de la Liga Concacaf | 2017 |